# Actenochroma sphagnata
Actenochroma sphagnata är en fjärilsart som beskrevs av Felder 1875. Actenochroma sphagnata ingår i släktet Actenochroma och familjen mätare. Inga underarter finns listade i Catalogue of Life.